# Antraciclină

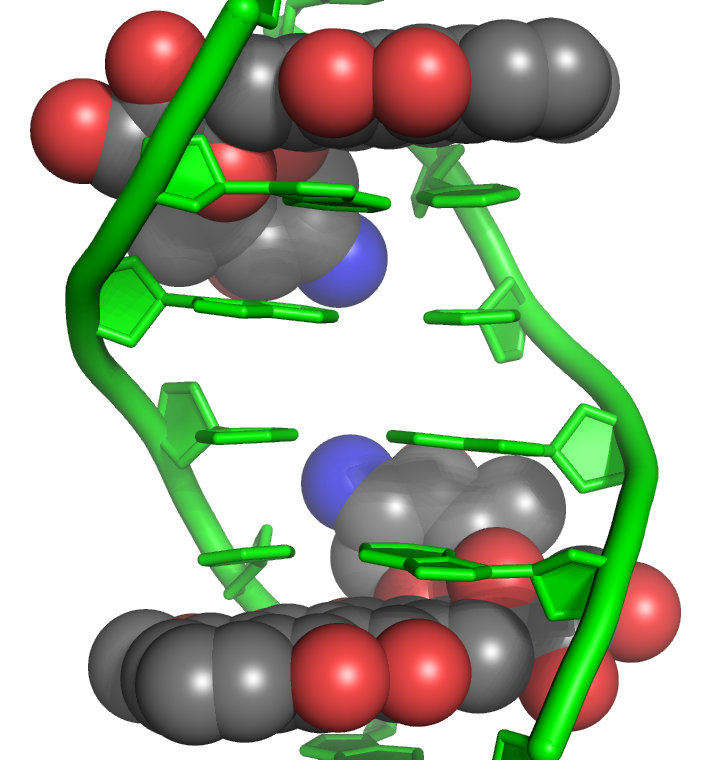
Doxorubicina este un agent intercalant al moleculei de ADN.

Antraciclinele sunt o clasă de medicamente chimioterapice utilizate în tratamentul mai multor tipuri de cancer. Sunt izolate din specii de Streptomyces.